# Жуковка (Красноярский край)
Жуковка — село в Козульском районе Красноярского края России. Административный центр Жуковского сельсовета. Находится на правом берегу реки Кемчуг, вблизи места впадения в неё реки Жуковка, примерно в 19 км к востоку-юго-востоку (ESE) от районного центра, посёлка Козулька, на высоте 311 метров над уровнем моря. В селе (на 4002,9 км Транссибирской магистрали) находится железнодорожная станция «Кемчуг»  (Красноярская железная дорога, линия Ачинск I — Уяр).

## Население
| 2010 |
| ---- |
| 675  |

По данным Всероссийской переписи, в 2010 году численность населения села составляла 675 человек (330 мужчин и 345 женщин).

## Улицы
Уличная сеть села состоит из 13 улиц и 3 переулков.